# Cabardès (AOC)
Pour l’article homonyme, voir Cabardès.
Le cabardès est un vin d'appellation d'origine contrôlée produit au nord-ouest de Carcassonne, dans l'Aude.

## Histoire

### Antiquité et Moyen Âge
La culture de la vigne remonte au IIe siècle avant notre ère, elle fut introduite par les marchands grecs mais se développa réellement au début de l'occupation romaine.

Moines de l'abbaye de Fontfroide

Au cours du Moyen Âge se développent des vignobles monastiques avec les fondations des abbayes de Lagrasse, Caunes-Minervois, Fontfroide et de Saint-Hilaire. Les moines améliorent la viticulture.
Lorsque l'idéologie des cathares devint dominante, il n'y eut aucun interdit sur le vin contrairement aux bogomiles et aux manichéens qui l'avaient inclus dans leurs interdits alimentaires. Mais au cours de la croisade contre les Albigeois, selon le jésuite Langlois, partisan de la croisade, Henri de Beaujeu, « Durant trois mois entiers, occupa ses troupes à brûler les blés, à arracher les vignes, à couper les haies et les arbres, à abattre les maisons, à ruiner les chemins, à faire un désert de l'un des plus beaux pays du monde ». 
Le Prince Noir fit de même au cours de la guerre de Cent Ans où son avancée dans le Languedoc se solda par l'arrachage du vignoble.

### Période moderne et contemporaine

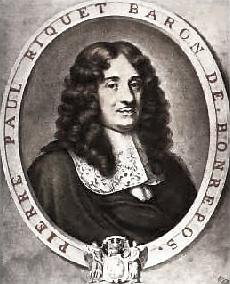
Pierre-Paul Riquet, créateur du canal du Midi

En 1681 l'achèvement par Pierre-Paul Riquet du Canal Royal du Languedoc reliant la Méditerranée à l'océan Atlantique permit l'installation du vignoble moderne. Tout comme les céréales, de la fin du XVIIIe au début du XIXe siècle, le vin fut transporté en péniche.  À partir de 1855, le vignoble connut une forte progression. La crise de l'oïdium, suivie du phylloxéra, puis la surproduction des vins de qualité inférieure engendrèrent la révolte de 1907. 
Le mouvement coopératif qui s'ensuivit redonna un essor de la viticulture. Au milieu du XXe siècle, les vignerons décident de choisir la qualité contre la quantité et en  1946 le Syndicat du Cru est créé par Joseph Génie, propriétaire et Président de la Chambre de Commerce de Carcassonne. Cette politique permet aux vins du Cabardès d'obtenir l'AOC en 1999,.

## Étymologie
Au Moyen Âge, le pays fut le fief des seigneurs de Cabaret. Le nom déformé devint ensuite la « Châtellenie du Cabardès ».

## Situation géographique

### Orographie
Le Cabardès est constitué de plaines et de collines dans sa partie méridionale. Il est creusé par les rivières de la Dure, de l'Orbiel et de la Clamoux. Au nord, les terrains sont plus abrupts avec le début de la montagne Noire. Là dominent la garrigue et le maquis. Le point culminant à 1 210 mètres d'altitude est le pic de Nore, contrefort du Massif central.

### Géologie

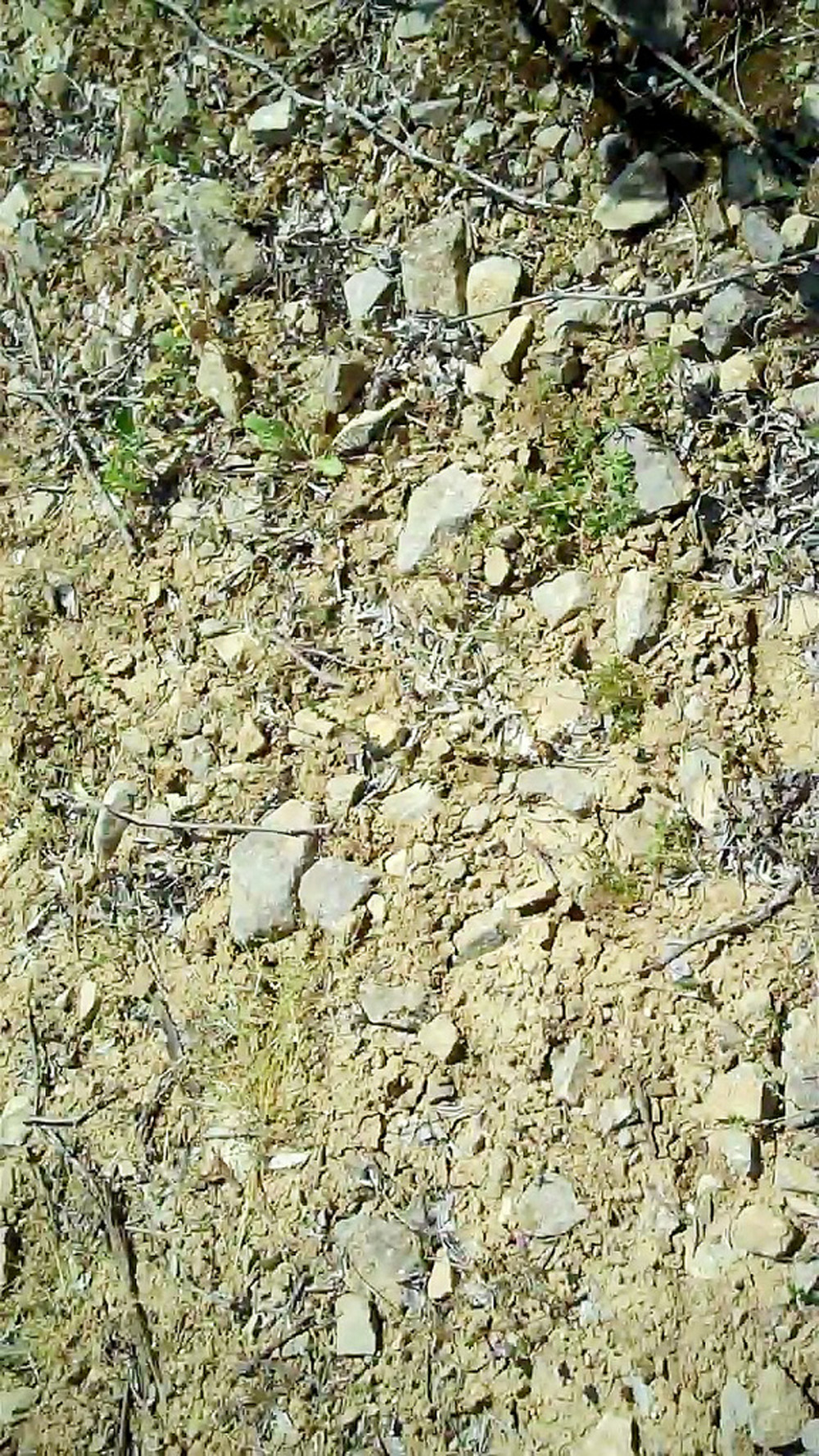
Limon en Cabardès

| Sols dominants                                                 | Communes                                                                   |
| -------------------------------------------------------------- | -------------------------------------------------------------------------- |
| Terrasses du Quaternaire ancien et limons                      | Alzonne, Pennautier, Pezens, Sainte-Eulalie, Villedubert, Villemoustaussou |
| Calcaire d'Aragon (terre rouge)                                | Aragon, Fraisse-Cabardès, Montolieu                                        |
| Calcaire de Ventenac (plus marneux)                            | Conques-sur-Orbiel, Moussoulens, Ventenac-Cabardès, Villegailhenc          |
| Formations siliceuses, roches métamorphiques, schistes, gneiss | Fournes-Cabardès, Lastours, Les Ilhes, Villardonnel, Villanière            |

### Climatologie
La station météorologique de Carcassonne-Salvaza mesure quotidiennement plusieurs paramètres météorologiques depuis 1948. 
Selon la classification de Köppen, le climat du Cabardès est de type cfa ou subtropical humide. Ce qui constitue une exception en France métropolitaine, où le climat est majoritairement, hors régions d'altitude, de type cfb ou csa.
- La lettre c indique qu'il s'agit d'un climat tempéré : les températures moyennes y sont supérieures à -3° durant la saison froide.
- La lettre f indique qu'il s'agit d'un climat humide : les pluies sont réparties sur toute l'année. En effet, malgré un mois de juillet relativement sec, l'écart entre les précipitations du mois le plus sec et du mois le plus pluvieux n'est pas suffisant pour qu'on puisse réellement parler de saison sèche.
- La lettre a indique qu'il y a un été chaud : le mois de juillet a une température supérieure à 22°.

Le climat de transition du Cabardès se caractérise donc par des étés relativement chauds, dont un mois de juillet sec et chaud, avec situation de sécheresse, des automnes et des hivers doux avec des gels relativement rares. Les pluies sont réparties à peu près équitablement du mois d'octobre au mois de mai. La neige y est rare, il en tombe en moyenne 7 jours par an entre décembre et mars, et elle fond très rapidement. L'ensoleillement est assez élevé, puisque supérieur, en moyenne, à 2 190 h/an sur la période 1961/1990. Il associe l'ensoleillement méditerranéen à la fraîcheur de l'Aquitaine, la douceur atlantique y croise les rigueurs méridionales.
Les précipitations y sont les plus fortes en automne au mois d'octobre et au printemps au mois d'avril. Les pluies d'été sont sous forme d'orages parfois violents se transformant en orages de grêle fatals aux vignes. 
| Mois                                                      | J    | F    | M    | A    | M    | J    | J    | A    | S    | O    | N    | D    | Année |
| --------------------------------------------------------- | ---- | ---- | ---- | ---- | ---- | ---- | ---- | ---- | ---- | ---- | ---- | ---- | ----- |
| Températures (sous abri, normales) °C                     | 5,9  | 7,2  | 9,1  | 11,7 | 15,3 | 19,1 | 22,1 | 21,5 | 19   | 14,8 | 9,6  | 6,7  | 13,5  |
| Précipitations (hauteur moyenne en mm, période 1961-1990) | 67,3 | 67,7 | 64,8 | 71,5 | 62,3 | 43,0 | 29,1 | 43,2 | 46,1 | 74,0 | 56,7 | 69,4 | 695,1 |
| Source: Météo France                                      |      |      |      |      |      |      |      |      |      |      |      |      |       |

Le vent est très présent sur le vignoble, une moyenne de plus de 117 jours par an de vents de plus de 55 km/h y est relevée. Ce sont des vents d'est, vents marins, ou des vents d'ouest appelés Cers.

## Vignoble
Il est situé au nord de Carcassonne dans le département de l'Aude, qui est rattaché à la région Languedoc-Roussillon. 

### Présentation

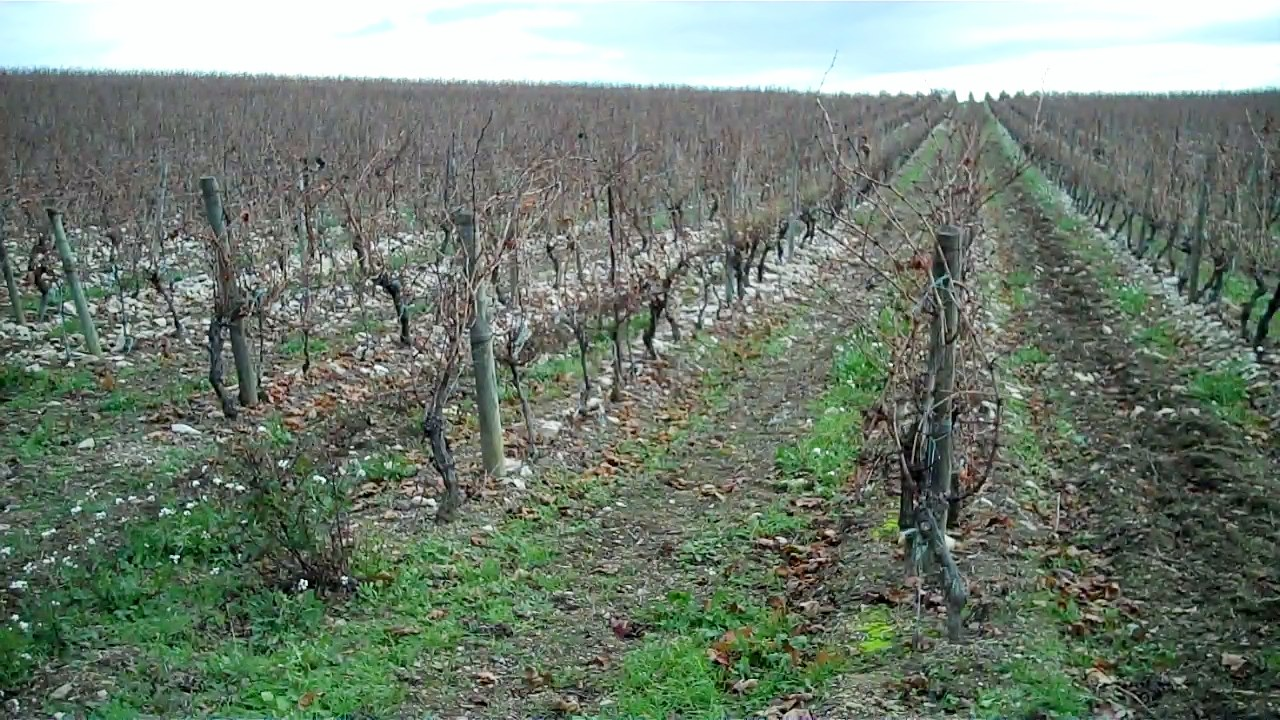
Vignoble à Ventenac-Cabardès

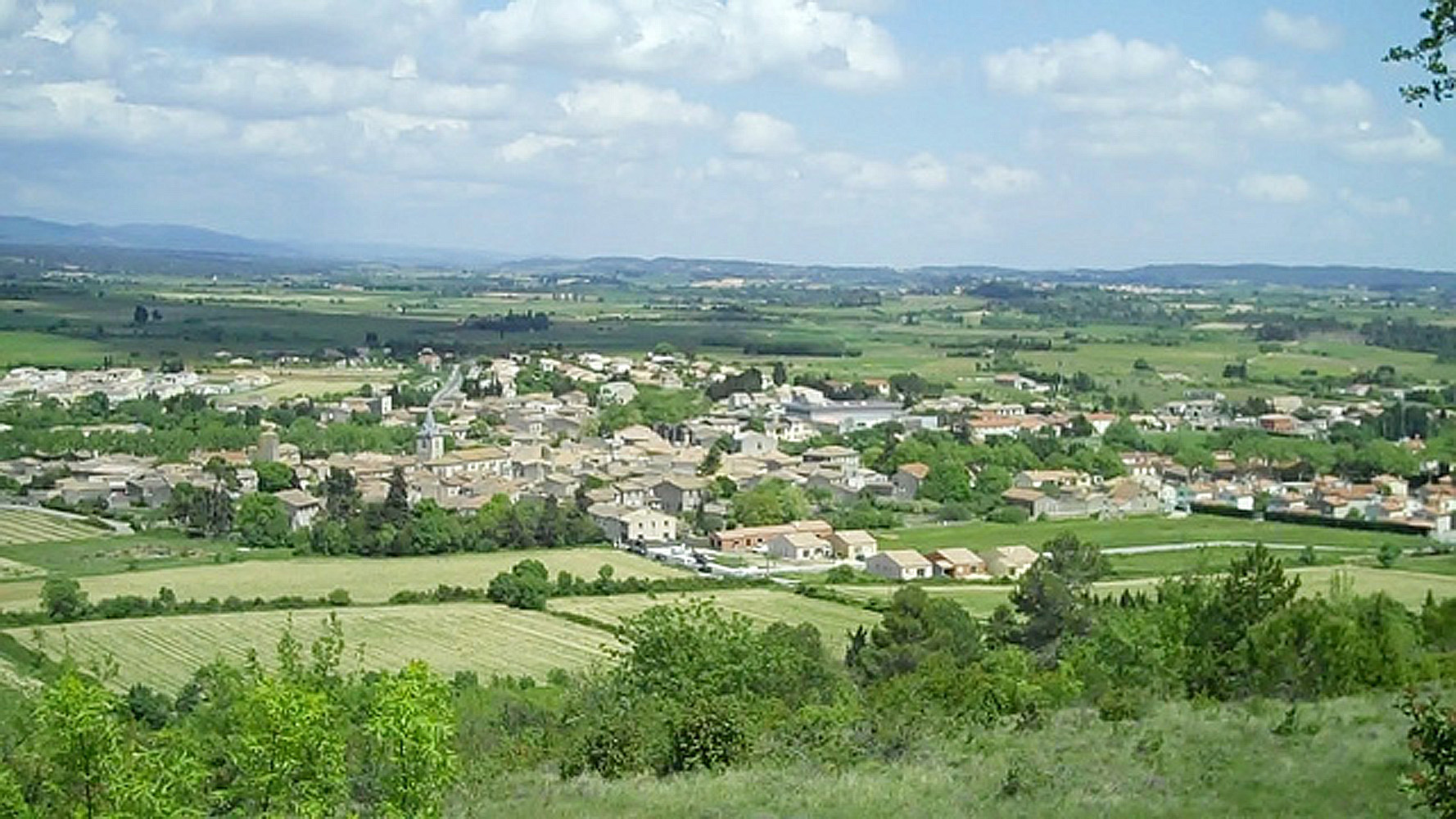
Villegailhenc et son vignoble

D'une superficie de 550 hectares, l'aire de l'appellation cabardès, classée en AOC depuis février 1999, s'étend sur 18 communes situées sur le versant méridional de la Montagne Noire : Alzonne,  Aragon, Conques-sur-Orbiel, Fournes-Cabardès, Fraisse-Cabardès, Lastours, Les Ilhes, Montolieu, Moussoulens, Pennautier, Pezens, Sainte-Eulalie, Ventenac-Cabardès, Villanière,  Villardonnel,Villedubert, Villegailhenc, Villemoustaussou. 

### Encépagement

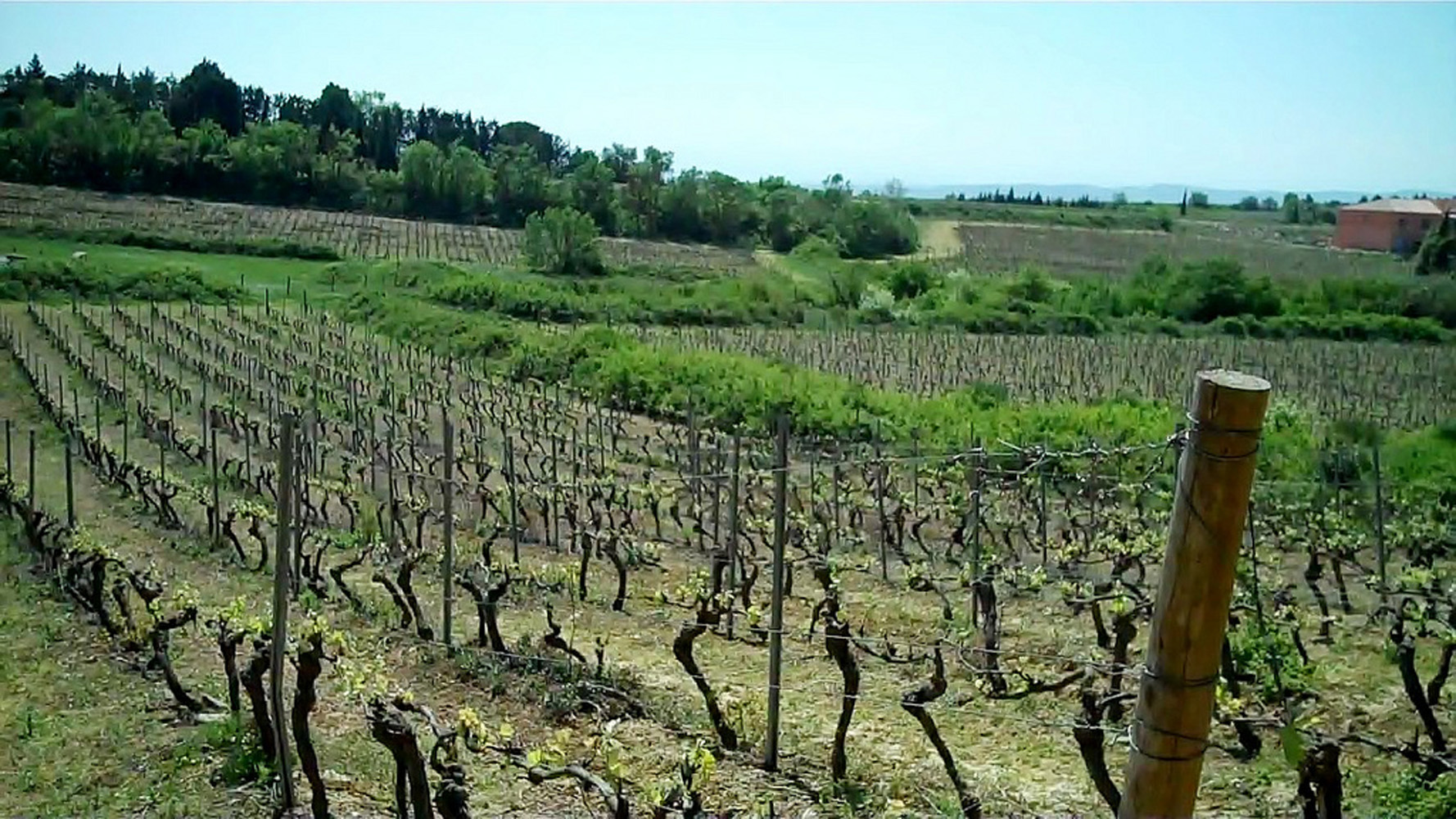
Vignoble de syrah

Le cabardès est la seule appellation à marier 40 % minimum de cépages atlantiques (merlot, cabernet sauvignon et cabernet franc) à 40 % minimum de cépages méditerranéens (syrah et grenache), le côt et le fer servadou pouvant compléter les assemblages à 20 % maximum.

### Méthodes culturales et réglementaires

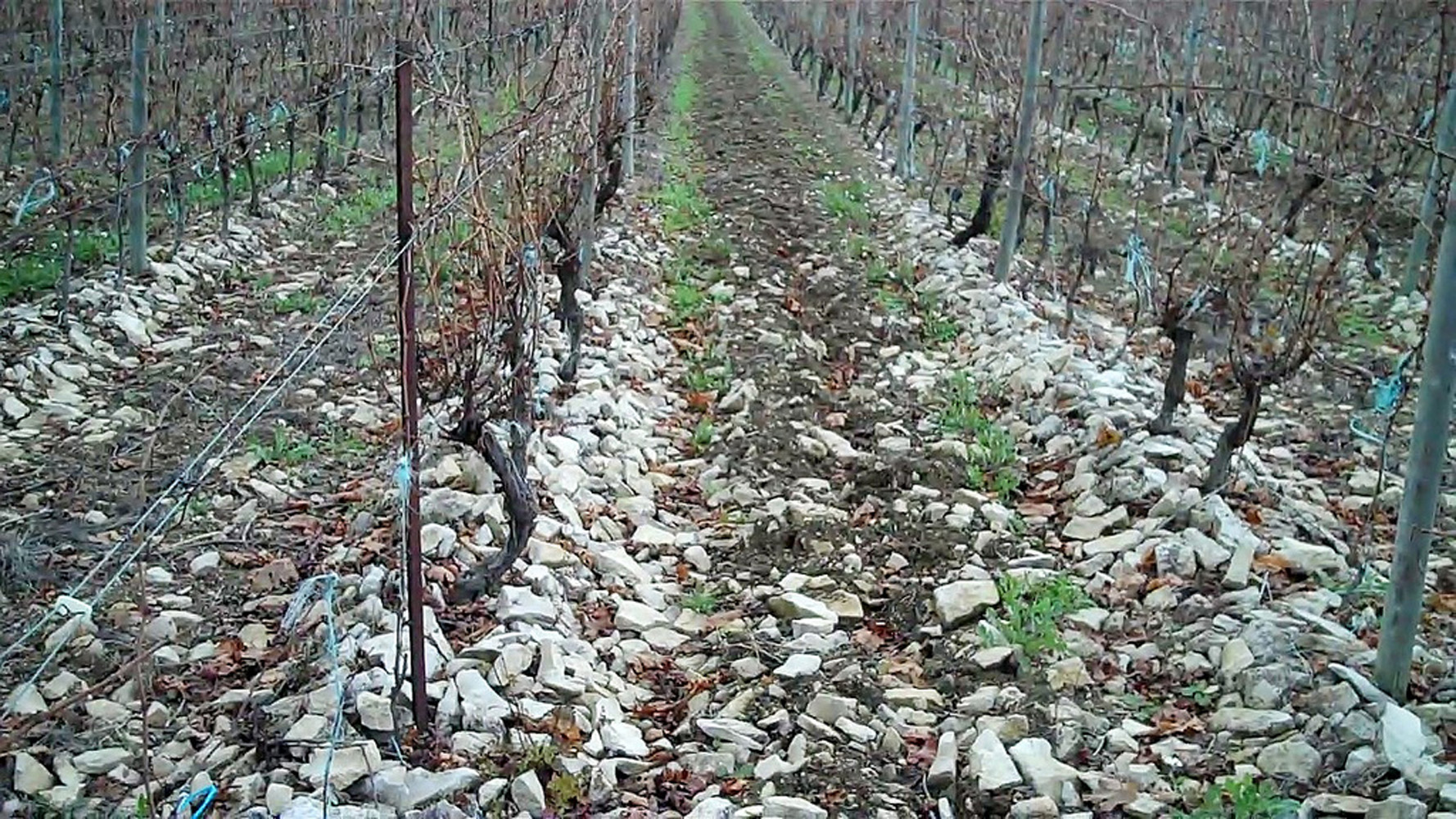
Vignes conduites en taille Guyot

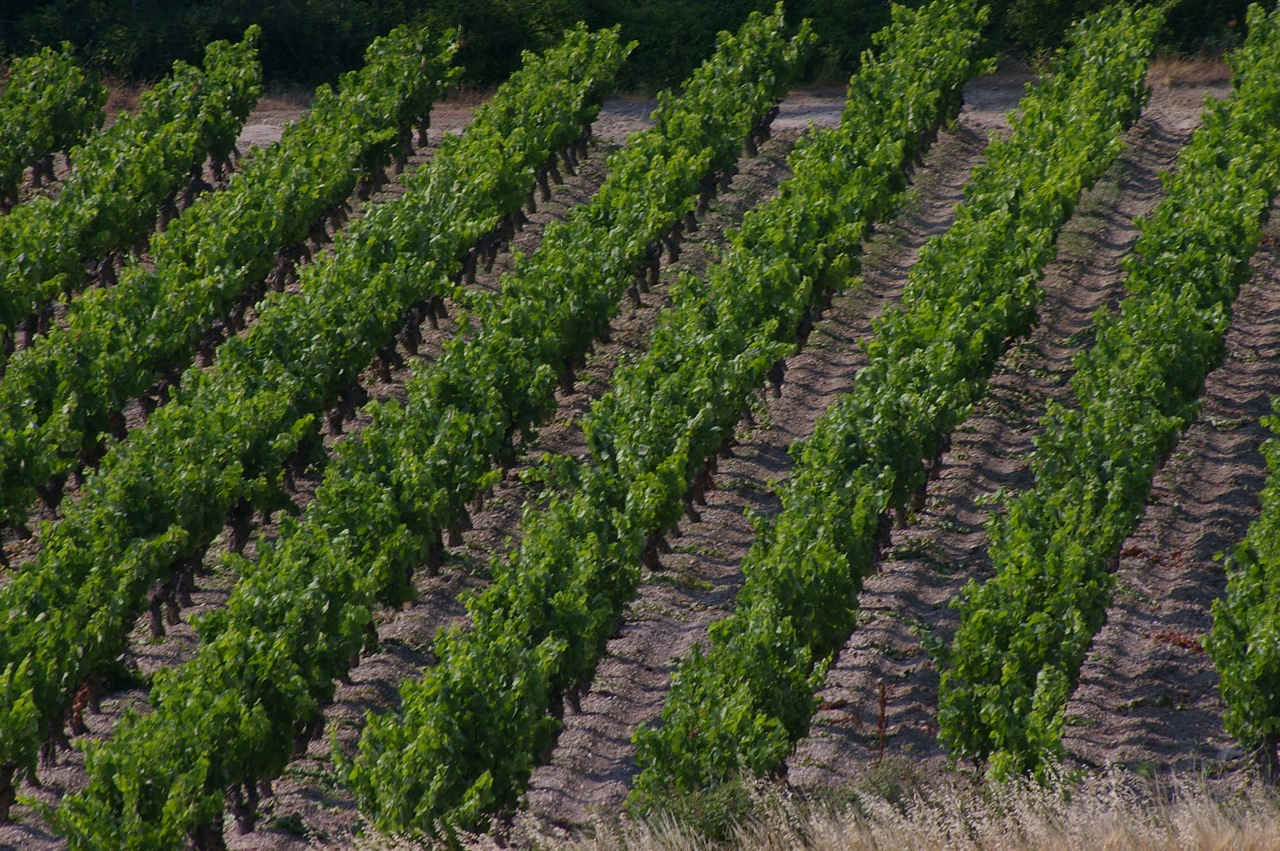
Vignoble pallissé à Aragon

La conduite du vignoble est déterminée par un cahier des charges qui impose une densité minimale de plantation de 4 000 pieds à l'hectare avec un écartement entre les rangées de ceps qui ne peut être supérieur à 2,50 mètres. Cette disposition réglementaire permet à chaque pied de vigne de disposer d'une superficie maximale de 2,5 mètres carrés. 
Traditionnellement les vignes subissent une taille courte. Celles conduites en gobelet ne doivent pas dépasser 12 yeux francs par pied avec 2 yeux francs par courson. Celles conduites en cordon de Royat ont un maximum de 10 yeux francs par pied, chaque courson portant 2 yeux francs.
Les cépages devant être conduit en taille Guyot (cabernet-sauvignon N, merlot N et syrah N) doivent être taillés avec un maximum de 10 yeux francs par pied dont 8 maximum sur le long bois et 2 coursons portant un maximum de 2 yeux francs.
Les vignes palissées ont la hauteur de feuillage réglementée à la moitié de l'écartement entre les rangs. Pour tous autres modes de conduite, la longueur des rameaux, peut être supérieure ou égale à 0,70 mètre. Afin de limiter les rendements, la charge maximale moyenne du vignoble est fixée à de 8 000 kilogrammes par hectare. Quand l'irrigation est autorisée, le quota est fixé à 6 500 kilogrammes par hectare.

### Vinification et élevage

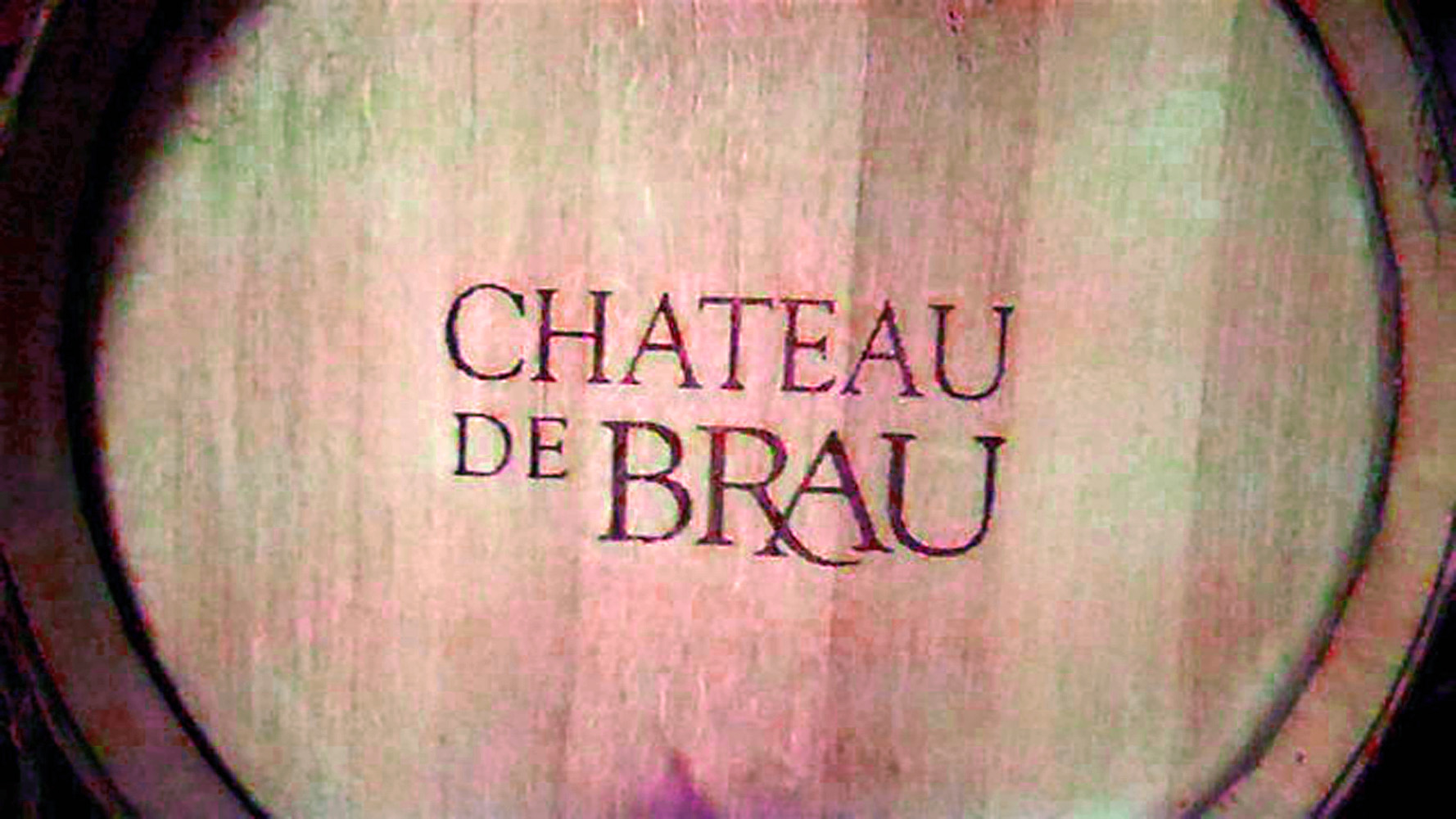
Barrique de fermentation au château de Brau

Comme toute AOC, les vins du Cabardès sont vinifiés conformément « aux usages locaux, loyaux et constants ». Ce sont des vins d'assemblage dont la teneur en acide malique est inférieure ou égale à 0,4 gramme par litre. De plus sont interdits des foulages successifs de la vendange, l'utilisation de morceaux de bois de chêne et, pour les vins rosés, l'emploi des charbons œnologiques.
Les raisins sont éraflés avant vinification, sauf ceux destinés à être vinifiés en macération carbonique. Les rouges sont élevés jusqu'au 1er avril de l'année qui suit la vendange. Ils sont mis en marché à partir du 15 avril.

### Terroir et vins

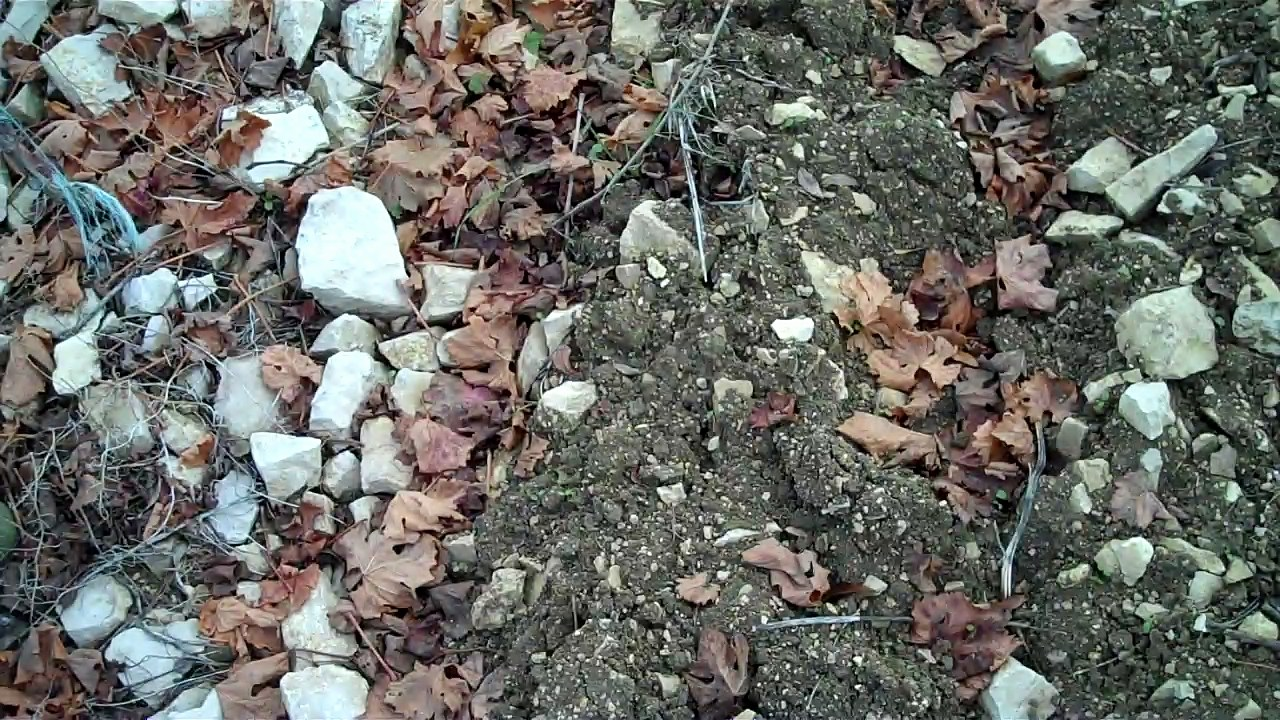
Sol rocailleux du terroir du Cabardès

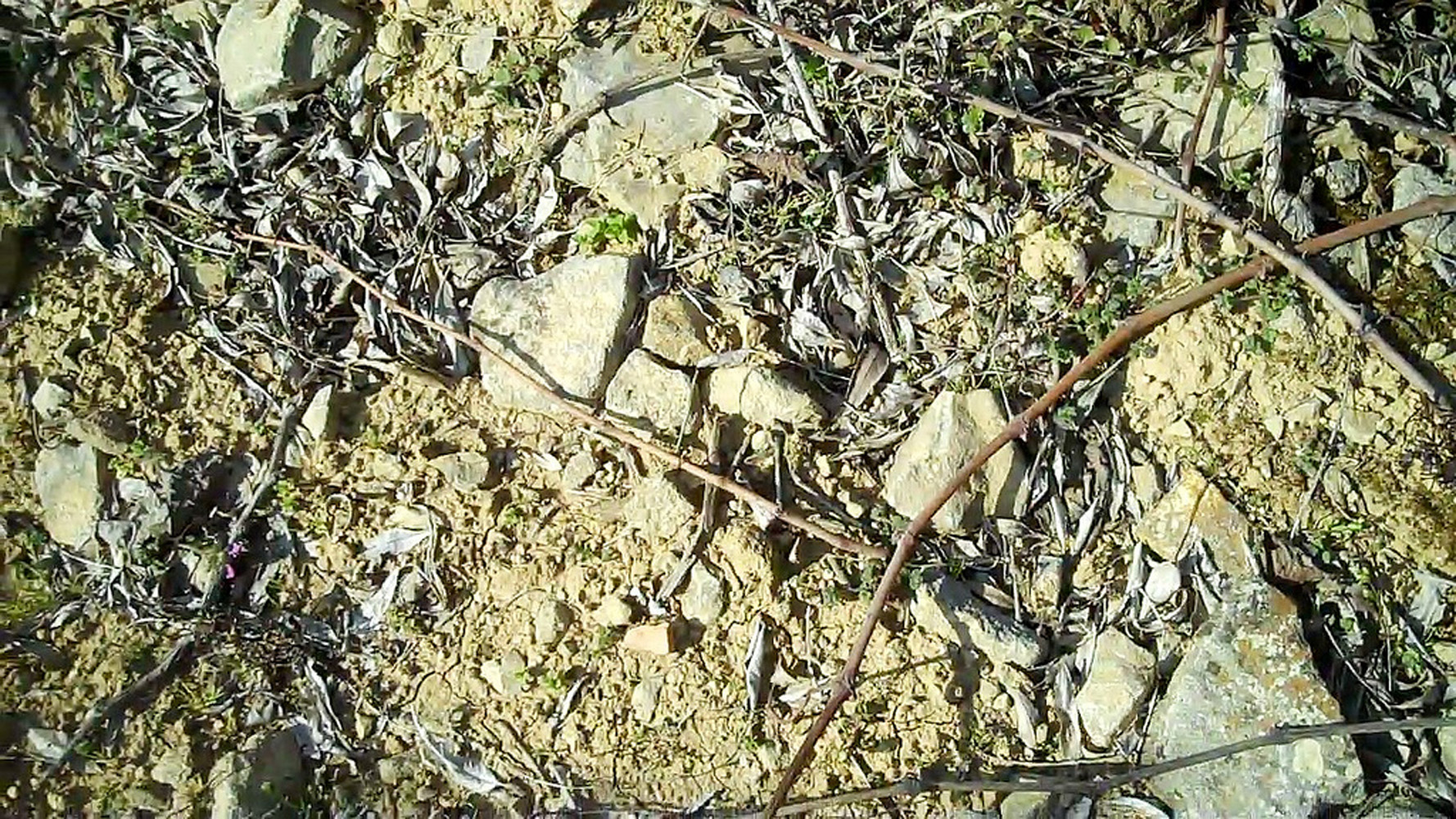
Terroir argilo-calcaire

Le vignoble se situe sur la partie méridionale de la Montagne Noire où se trouvent des sols peu fertiles où la vigne n'a que de faibles rendements. Ces sols particulièrement adaptés à une production qualitative sont composés soit de granites et de terrasses d'alluvions anciennes, soit de calcaires qui peuvent être mêlés à de l'argile (sols rouges ou ocre argilo-calcaires d'Aragon) ou à des marnes (sols grisâtres marno-calcaires de Ventenac), soit de formations siliceuses et des roches métamorphiques de la Montagne Noire, schistes et gneiss. 
L'influence du climat maritime venu de l'océan Atlantique avec son vent dominant, le cers, permet de cultiver sur ces terres à la fois le cabernet-sauvignon et le merlot qui donnent des vins aux tanins structurés, dégageant des arômes de cassis et de prune avec des notes de cuir, de fumée et de boîtes à cigares.
Le climat chaud et sec, typiquement méditerranéen, à peine tempéré par le vent marin, impose des cépages aimant le soleil, comme la syrah et le grenache. Ces variétés donnent des vins où dominent les arômes de fruits mûrs ainsi que des notes de minéraux, d'herbes sèches, d'épices et de réglisse.

### Structure des exploitations

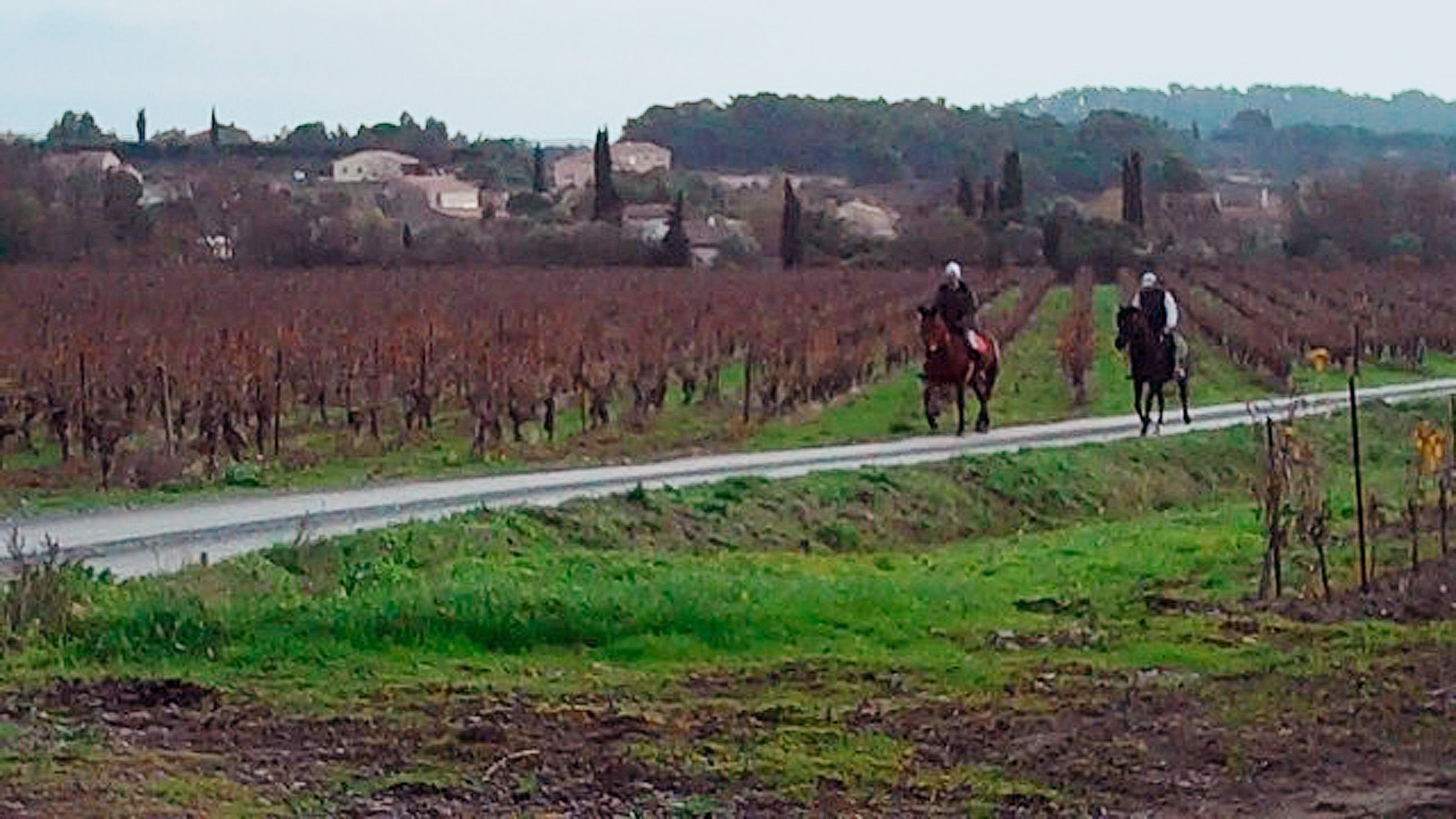
Vignoble du château de Brau

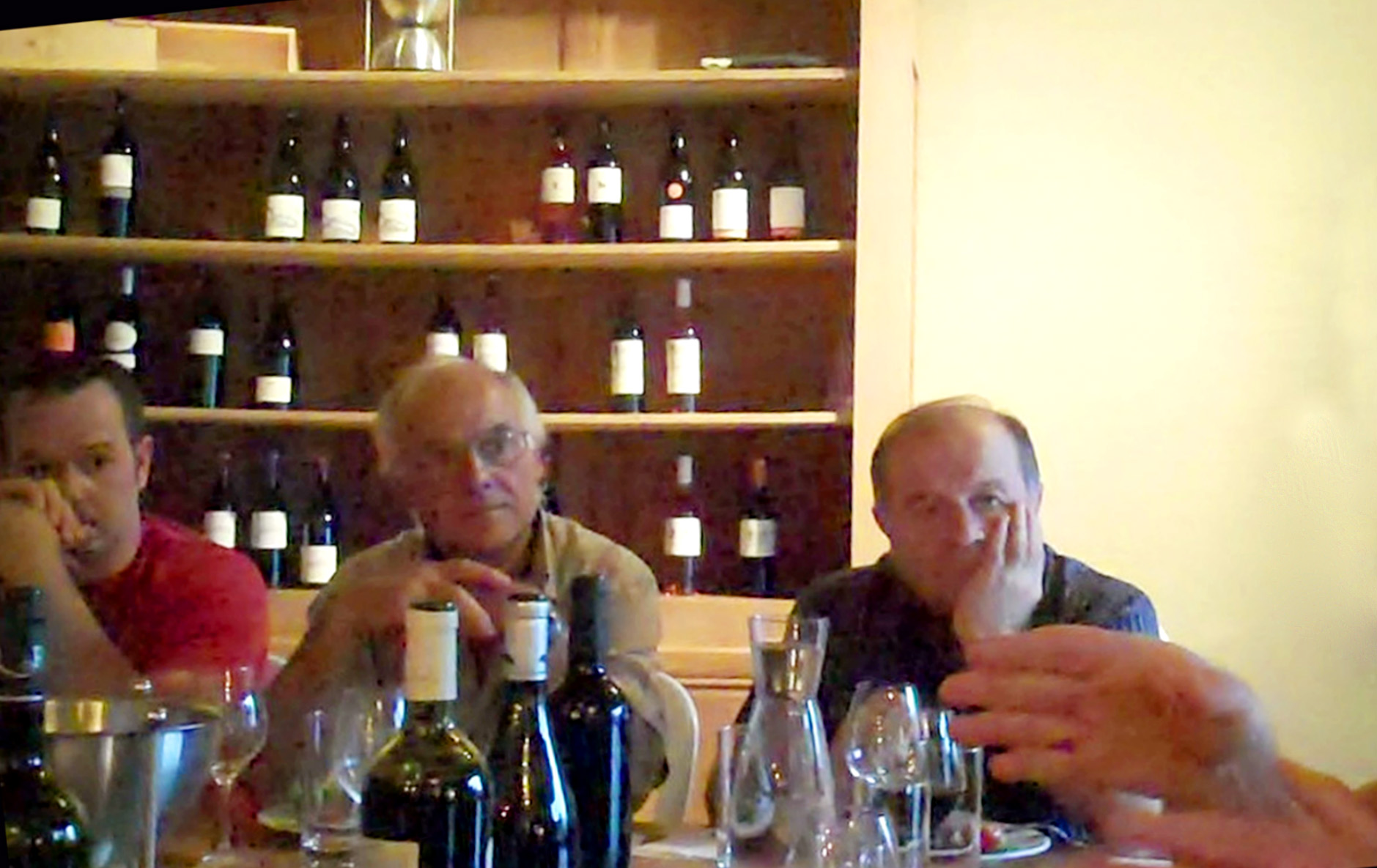
Réunion des vignerons du Cabardès au château de Pennautier

L'AOC regroupe 22 entreprises dont 4 caves coopératives et 18 caves particulières, ce qui représente environ 300 viticulteurs. Nombre d'entre eux ont ouvert au public des caveaux de dégustation sur les communes du Cabardès afin de permettre de découvrir verre en main la typicité de leur production.
| Commune            | Caveau de dégustation |
| ------------------ | --- |
| Alzonne            | Château Sesquières, |
| Aragon             | Domaine de Cabrol, |
| Arzens             | Cave de la Malepère |
| Conques-sur-Orbiel | Château Jouclary, Prieuré du Font-Juvénal, Château Parazols, Château de Rayssac, Château Salitis, Cellier des Trois Conques, |
| Montolieu          | Cave l'Estanquet, Château Pech-Rosié                                                                                         |
| Moussoulens        | Domaine Galy, Château Bournonville                                                                                           |
| Pennautier         | Château la Bastide de RougePeyre, Château de Pennautier, Domaine Loupia,                                                     |
| Salsigne           | Cellier Vigouroux |
| Ventenac-Cabardès  | Domaine Escourrou, Château Ventaillole, Château Ventenac, Domaine Guilhem Barré                                              |
| Villegailhenc      | Cellier Côtes du Trapel, |
| Villemoustaussou   | Château de Brau, Château de la Mijeanne, O'Vineyards, Domaine Saint-Roch,                                                    |
| Villesequelande    | Cellier de la Voie Romaine et du Cabardès                                                                                    |

### Type de vins et gastronomie

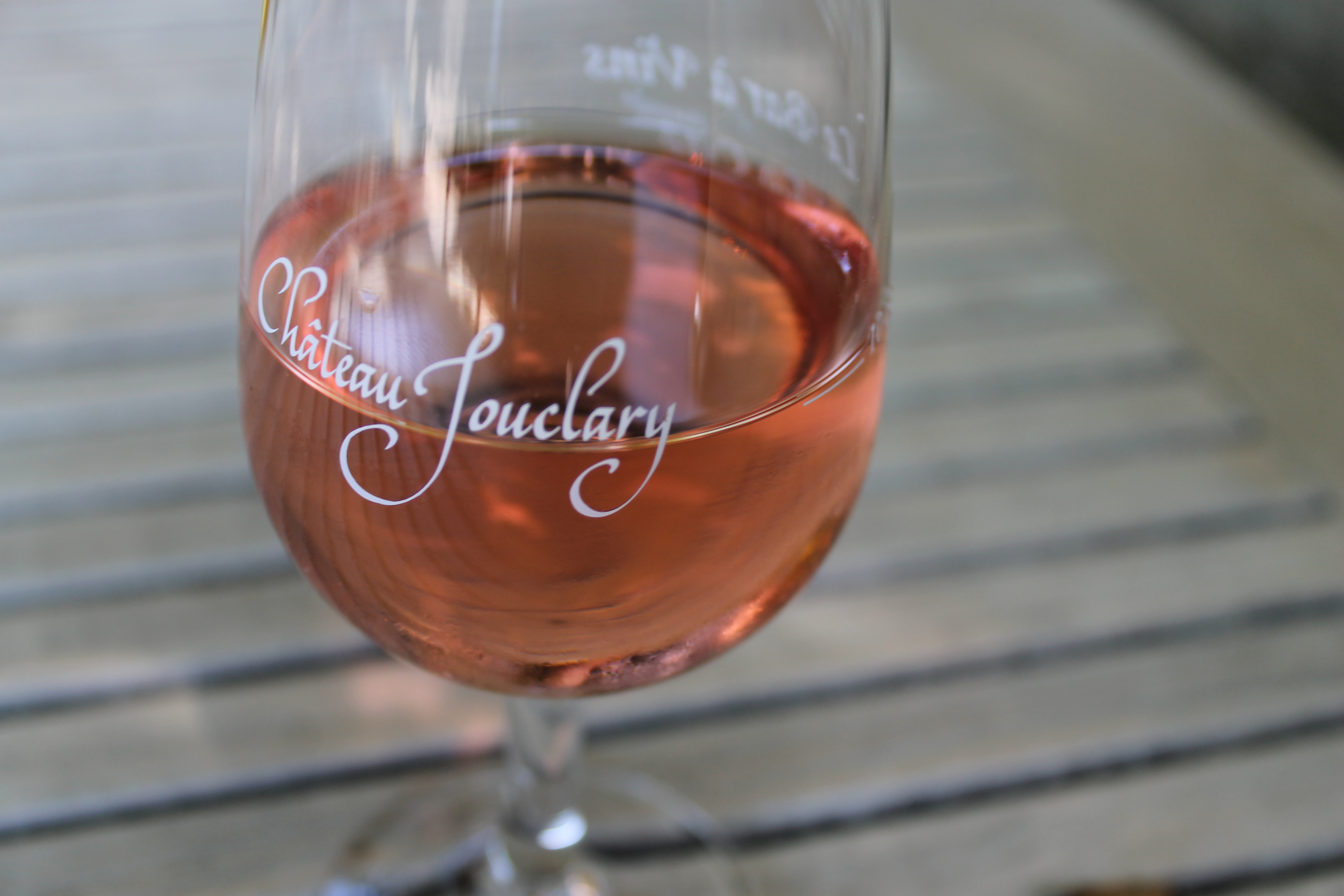
AOC Cabardès Château Jouclary rosé

Les vins du Cabardès peuvent accompagner de nombreux mets au cours d'un repas. 
Entrées
Charcuterie, terrine de lapin, pizzas. 
Viandes
civet de marcassin, daube de sanglier, blanquette de veau, de dinde, de poulet, filet de bœuf, rognon de veau à la moutarde, rôti de chevreuil, sauté de lapin au thym, sauté de dinde, grillade de viande blanche ou rouge.
Poisson
Saumon en papillotes 
Plats régionaux
Cassoulet, gaspacho, lapin à la provençale, stoemp saucisse.

### Commercialisation
Depuis 1994, la commercialisation du vin en bouteille a été multipliée par 6 en France. Le début des années 2010 a marqué une progression sensible puisque c'est 95 % de la production qui est vendue en bouteilles. Toutes sortent du domaine ou du château, et indiquent le nom du propriétaire. À l'exportation, dans la même période, la vente du vin en bouteilles a été multipliée par 12, ce qui représente un doublement depuis 1994. Actuellement 65 % des bouteilles partent à l'export vers plus de 40 pays.

## Sources